# Stadtgericht Rothenburg ob der Tauber
Das Stadtgericht Rothenburg ob der Tauber (von 1862 bis 1879 Stadt- und Landgericht Rothenburg ob er Tauber) war eine Gerichtsbehörde mit Sitz in Rothenburg ob der Tauber.

## Geschichte
Das Stadtgericht Rothenburg II. Klasse wurde 1804 im Zuge von staatlichen Reformen gegründet. Stadtgerichte hatten im Königreich Bayern nur Aufgaben der Rechtsprechung, im Gegensatz zu den Landgerichten, die bis 1862 Gerichts- und Verwaltungsbehörde in einem waren. 1809 wurde Rothenburg zur kreisunmittelbaren Stadt und erhielt für die Verwaltung ein Polizeikommissariat. Das Stadtgericht war zuständig für Strafsachen, Zivilsachen, die freiwillige Gerichtsbarkeit, das Vormundschafts- und Hypothekwesen. 1810 wurde das Stadtgericht Rothenburg aufgelöst. Nach der Neuordnung der landesgerichtlichen Befugnisse kam es 1862 zur Bildung des Stadt- und Landgerichts Rothenburg. In Strafsachen war es erstinstanzlich nach zuständig. Die Urteile konnten vom Bezirksgericht Windsheim zweitinstanzlich überprüft werden. 1879 wurde mit Einführung des deutschen Gerichtsverfassungsgesetzes das Stadt- und Landgericht Rothenburg in das Amtsgericht Rothenburg ob der Tauber umgewandelt.

## Struktur
Mit dem Gemeindeedikt entstand 1808 der Steuerdistrikt Rothenburg. Zu diesem gehörten Bloshaus, Bronnenmühle, Detwang, Dürrenhof, Fuchsmühle, Gypsmühle, Haltenmühle, Hammerschmiede, Hansrödermühle, Herrenmühle, Hirtenhaus, Hohbach, Kaiserstuhl, Langenmühle, Ludlesmühle, Lukasrödermühle, Obere Walkmühle, Papiermühle, Pulvermühle, Rothe Farb, Sankt Leonhard, Schandhof, Schandtauberthal, Schlößlein, Schmelzmühle, Schwabenmühle, Schwarzenmühle, Siechenmühle, Stegmühle, Steinbach, Steinmühle, Untere Walkmühle, Weißenmühle, Wildbad und Zellergut. Zugleich wurde der Magistrat II. Klasse Dinkelsbühl gebildet, der deckungsgleich mit dem Steuerdistrikt war.